# 職業訓練指導員 (畳科)
職業訓練指導員 (畳科)（しょくぎょうくんれんしどういん たたみか）は、職業訓練指導員免許のうちの1つ。厚生労働省管轄。

## 受験資格
職業訓練指導員免許の受験資格と試験免除を参照。畳製作技能士の保有者など。

## 試験科目

### 学科試験
1. 指導方法（職業訓練原理、教科指導法、訓練生の心理、生活指導及び職業訓練関係法規）
2. 関連学科
  1. 系基礎学科
    1. 建築工学（建築生産　内装装飾　建築構造　建築製図　関係法規）
    2. 安全衛生（安全管理　衛生管理）

  2. 専攻学科
    1. 材料（畳用材料）
    2. 工作法（畳工作法　畳床製造法　畳敷込み法　畳床製造機器　仕様及び積算）

### 実技試験
1. 畳製造